# Старая Саниба
Старая Саниба, Горная Саниба или Саниба (осет. Зæронд Саниба, Хохы Саниба) — село в Пригородном районе Республики Северная Осетия-Алания.
Историческое, курортное поселение.

## География
Селение расположено в юго-западной части Пригородного района, в 4 км к востоку от сельского центра — Кармадон и в 40 км к юго-западу от Владикавказа, по обоим берегам реки Кауридон.

## Этимология
Название села — Саниба, вероятно восходит к грузинскому Самеба «Троица».

## Население
| 2002 | 2010 | 2021 |
| ---- | ---- | ---- |
| 104  | ↗175 | ↘138 |

Село населено осетинами. Основная религия — православие.

## История, уроженцы и жители села
Выходцами из селения Саниба считаются представители многих осетинских иронских фамилий, среди которых Дзгоевы, Кундуховы, Есеновы, Фидаровы, Улубиевы, Кусовы и многие другие. После выселения осетин в основном мусульмане с гор на плоскость, многие выходцы этого села образовали на плоскости отдельные мусульманские осетинские сёла, а многие выселились в Турцию.
С середины 2000-х село активно застраивается жилыми домами, элитными дачами, село стало туристический привлекательным.

## Религия
Церковь Пресвятой Троицы, построенная в конце XVIII века на фундаменте старой аланской церкви XII века. До 2000-х годов церковь находилась в руинах, а к 2006 году отреставрирована.
До 1920-х годов в селении была действующая мечеть, в которой последним муллой был заманкулец Хаджи-Мусса Кастуев. В 1950-х гг. мечеть была частично разобрана грузинскими переселенцами, жившими в селении в 1944—1957 годы, когда оно было отнесено к Грузии.